# Força de Choque
Força de Choque é a tropa de choque da Polícia Rodoviária Federal, tendo como objetivo garantir a livre circulação e a salvaguarda do patrimônio público nas rodovias federais e áreas de interesse da União.

## História
A Força de Choque foi criada em 1999, durante o governo de Fernando Henrique Cardoso, sendo submetida a Operação de Controle e Distúrbios. Desde então, atuou em diversos eventos no Brasil, como os Jogos Pan-Americanos (2007), Rio+20 (2012), Jornada Mundial da Juventude (2013), Copa do Mundo (2014), Jogos Olímpicos (2016) e Copa América (2019).
Entre suas atribuições, está o desbloqueio de rodovias, como os que ocorreram durante as manifestações golpistas após a eleição presidencial (2022).
Nem todas as superintendências da PRF possuem Forças de Choque. Por isso, em 2019, a PRF criou a Força de Choque Mobilizável, que fica em Brasília pronta para responder qualquer distúrbio de interesse da União.

## Ingresso
Para ingressar na Força de Choque, o participante deve passar por uma triagem de aptidão física, e depois deve formar-se no Curso de Operação de Controle de Distúrbios (COCD).
Em 2008, a Força aceitou apenas policiais femininas em seus quadros.